# إي. جاي بيغرز
إي. جاي بيغرز (بالإنجليزية: E. J. Biggers)‏ هو لاعب كرة قدم أمريكية أمريكي، ولد في 7 أبريل 1975 في ميامي في الولايات المتحدة.

## وصلات خارجية
- إي. جاي بيغرز على موقع مرجع كرة القدم المحترفة.كوم (الإنجليزية)